# Fairly Legal
Fairly Legal  (voorheen Facing Kate) is een televisieserie van USA Network met in de hoofdrol Sarah Shahi, Michael Trucco, Baron Vaughn, en Virginia Williams.
Het eerste seizoen bestaat uit twaalf afleveringen, het tweede uit dertien. De eerste aflevering werd in het najaar van 2010 uitgezonden op USA Network. De pilotaflevering werd geregisseerd door Bronwen Hughes. De serie werd opgenomen in de Canadese stad Vancouver. De serie is na twee seizoenen geëindigd.

## Verhaal
Na de dood van haar vader besluit Kate Reed om haar carrière als advocaat vaarwel te zeggen en zich te vestigen als zelfstandig mediator.

## Rolverdeling
- Sarah Shahi - Kate Reed
- Virginia Williams - Lauren Reed
- Michael Trucco - Justin Patrick
- Baron Vaughn - Leonardo Prince
- Autumn Reeser - Layla
- Ryan Johnson - Ben Grogan